# Expedición Niedermayer-Hentig
La Expedición Niedermayer-Hentig fue una misión diplomática en Afganistán enviada por las Potencias Centrales en 1915-1916. El propósito era incentivar a Afganistán a declarar su independencia total del Imperio británico, ingresar a la Primera Guerra Mundial del lado de las Potencias Centrales y atacar a la India británica. La expedición fue parte de la conspiración indo-alemana, una serie de esfuerzos indo-alemanes para provocar una revolución nacionalista en la India. Dirigida nominalmente por el príncipe indio en el exilio Mahendra Pratap, la expedición fue una operación conjunta de Alemania y el Imperio otomano y fue dirigida por los oficiales alemanes Oskar von Niedermayer y Werner Otto von Hentig. Otros participantes comprendieron miembros de una organización nacionalista india llamada Comité de Berlín, incluidos Maulavi Barakatullah y Chempakaraman Pillai, mientras que los turcos estuvieron representados por Kazim Özalp, un confidente cercano de Enver Bajá.
Reino Unido vio la expedición como una seria amenaza. Los británicos y su aliado, el Imperio ruso, intentaron sin éxito interceptar la misión en Persia durante el verano de 1915. Londres emprendió una inteligencia secreta y una ofensiva diplomática, incluidas intervenciones personales del virrey Lord Hardinge y el rey Jorge V, para mantener la neutralidad afgana.
La misión fracasó en su tarea principal de reunir a Afganistán, bajo el mando del emir Habibulá Khan, para el esfuerzo de guerra alemán y otomano, pero influyó en otros eventos importantes. En Afganistán, la expedición desencadenó reformas y generó una agitación política que culminó con el asesinato del emir en 1919, que a su vez precipitó la tercera guerra anglo-afgana. Influyó en el Proyecto Calmuco de la naciente Rusia bolchevique para propagar la revolución socialista en Asia, con un objetivo: el derrocamiento del Raj británico. Otras consecuencias incluyeron la formación del Comité Rowlatt para investigar la sedición en la India influenciada por Alemania y el bolchevismo, y cambios en la aproximación del Raj al movimiento de independencia indio inmediatamente después de la Primera Guerra Mundial.

## Antecedentes

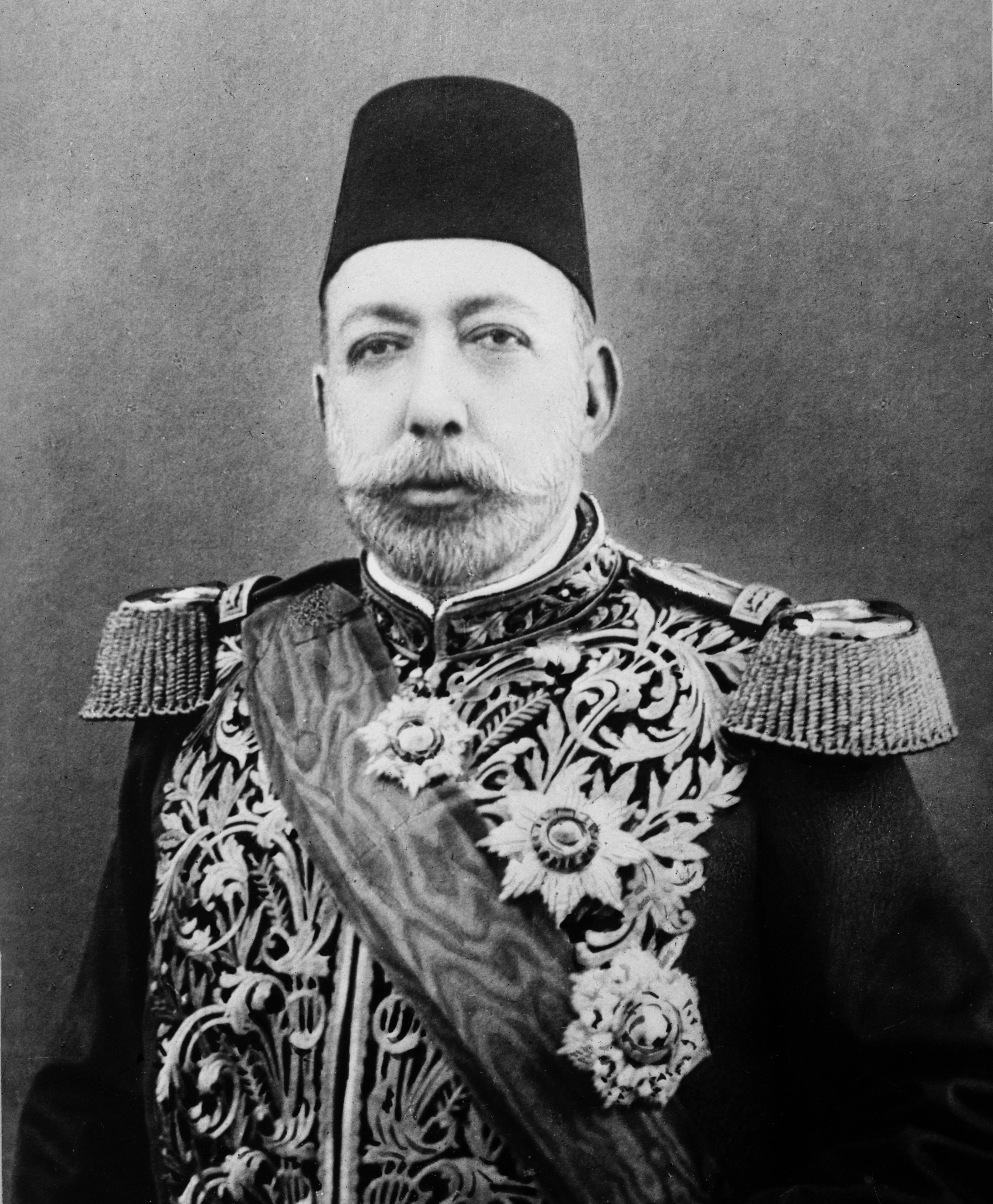
Mehmed V, el sultán otomano, fue considerado como califa por una parte sustancial del mundo islámico.

En agosto de 1914, la Primera Guerra Mundial comenzó cuando las obligaciones de las alianzas que surgieron de la guerra entre Serbia y Austria-Hungría llevaron a Alemania y Rusia a la guerra, mientras que la invasión de Alemania a Bélgica desencadenó directamente la entrada del Reino Unido. Después de una serie de eventos militares e intrigas políticas, Rusia declaró la guerra a Turquía en noviembre. Turquía luego se unió a las Potencias Centrales en la lucha contra la Triple Entente. En respuesta a la guerra con Rusia y el Reino Unido, y motivada aún más por su alianza con Turquía, Alemania aceleró sus planes para debilitar a sus enemigos atacando a sus imperios coloniales, incluida Rusia en Turquestán y el Reino Unido en India, utilizando la agitación política.
Alemania comenzó a nutrir sus vínculos de preguerra con los nacionalistas indios, que durante años habían utilizado a Alemania, Turquía, Persia, Estados Unidos y otros países como bases para el trabajo anticolonial dirigido contra el Reino Unido. Ya en 1913 las publicaciones revolucionarias en Alemania comenzaron a referirse a la guerra que se aproximaba entre Alemania y el Reino Unido, y la posibilidad del apoyo alemán a los nacionalistas indios. En los primeros meses de la guerra, los periódicos alemanes dedicaron una cobertura considerable a las aflicciones indias, sus problemas sociales y la explotación colonial británica.
El canciller alemán Theobald von Bethmann-Hollweg alentó esta actividad. El esfuerzo fue liderado por el destacado arqueólogo e historiador Max von Oppenheim, quien dirigió el Servicio de Inteligencia de Oriente y formó el Comité de Berlín, que luego pasó a llamarse Comité de Independencia de la India. El Comité de Berlín ofreció dinero, armas y asesores militares de acuerdo con los planes hechos por el Ministerio de Asuntos Exteriores alemán y los revolucionarios indios en el exilio, como los miembros del Partido Ghadar en América del Norte. Los planificadores esperaban desencadenar una rebelión nacionalista utilizando envíos clandestinos de hombres y armas enviados a la India desde otras partes de Asia y desde los Estados Unidos.
En Turquía y Persia, el trabajo nacionalista había comenzado en 1909, bajo el liderazgo de Sardar Ajit Singh y Sufi Amba Prasad. Informes de 1910 indicaban que Alemania ya estaba contemplando esfuerzos para amenazar a India a través de Turquía, Persia y Afganistán. Alemania había construido estrechas relaciones diplomáticas y económicas con Turquía y Persia desde finales del siglo XIX y Von Oppenheim había mapeado Turquía y Persia mientras trabajaba como agente secreto. El káiser recorrió Constantinopla, Damasco y Jerusalén en 1898 para reforzar la relación con Turquía y retratar la solidaridad con el islam, una religión profesada por millones de súbditos del Imperio británico en la India y en otros lugares. Al referirse al káiser como Hajji Guillermo, el Servicio de Inteligencia de Oriente difundió propaganda por toda la región, al fomentar rumores de que el káiser se había convertido al islam después de un viaje secreto a La Meca y retratándolo como un salvador de esta religión.
Dirigido por Enver Bajá, un golpe de Estado en Turquía en 1913 dejó de lado al sultán Mehmed V y concentró el poder en manos de una junta. A pesar de la naturaleza secular del nuevo gobierno, Turquía conservó su influencia tradicional sobre el mundo islámico. Turquía gobernó Hiyaz hasta la Rebelión árabe de 1916 y controló la ciudad sagrada de La Meca durante toda la guerra. El título de califa del sultán fue reconocido como legítimo por la mayoría de los musulmanes, incluidos los de Afganistán e India.
Una vez en guerra, Turquía se unió a Alemania para afrontar a los países oponentes y sus extensos imperios en el mundo islámico. Enver Bajá hizo que el sultán proclamara la yihad. Su esperanza era provocar y ayudar a una gran revolución musulmana, particularmente en la India. Se enviaron traducciones de la proclamación a Berlín con fines de propaganda, para su distribución a las tropas musulmanas de las potencias de la Entente. Sin embargo, aunque se extendió ampliamente, la proclamación no tuvo el efecto deseado de movilizar a la opinión musulmana global en nombre de Turquía o las Potencias Centrales.
Al principio de la guerra, el emir de Afganistán declaró la neutralidad de su país. El emir temía que la llamada del sultán a la yihad tuviera una influencia desestabilizadora sobre sus súbditos. La entrada de Turquía en la guerra despertó sentimientos nacionalistas y panislámicos generalizados en Afganistán y Persia. La Entente anglo-rusa de 1907 designó a Afganistán para la esfera de influencia británica. El Reino Unido controló nominalmente la política exterior de Afganistán y el emir recibió un subsidio monetario por parte de los británicos. En realidad, sin embargo, el Reino Unido casi no tenía control efectivo sobre Afganistán. Los británicos percibieron que Afganistán era el único estado capaz de invadir India, lo que seguía siendo una amenaza seria.

## Primera expedición afgana

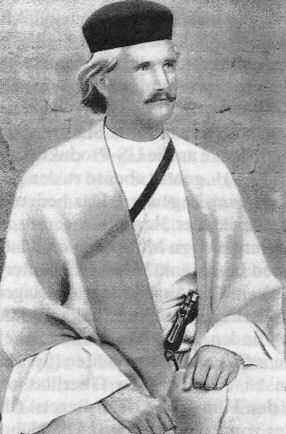
Wilhelm Wassmuss, integrante de la primera expedición afgana.

En la primera semana de agosto de 1914, el Ministerio de Asuntos Exteriores alemán y miembros de las fuerzas armadas sugirieron intentar usar el movimiento panislámico para desestabilizar el Imperio británico y comenzar una revolución india. El argumento fue reforzado por el explorador germanófilo Sven Hedin en Berlín dos semanas después. Los memorandos del Estado Mayor en las últimas semanas de agosto confirmaron la factibilidad percibida del plan, prediciendo que una invasión de Afganistán podría causar una revolución en la India.
Con el estallido de la guerra, los disturbios revolucionarios aumentaron en la India. Algunos líderes hindúes y musulmanes fueron en secreto a buscar la ayuda de las Potencias Centrales para fomentar la revolución. El movimiento panislámico en la India, particularmente el Darul Uloom Deoband, hizo planes para una insurrección en la provincia de la Frontera del Noroeste, con el apoyo de Afganistán y las Potencias Centrales. Mahmud al-Hasan, el director de la escuela Deobandi, salió de India para buscar la ayuda de Galib Bajá, el gobernador turco de Hiyaz, mientras que otro líder de Deoband, Ubaidullah Sindhi, viajó a Kabul para buscar el apoyo del emir de Afganistán. Inicialmente planearon formar un ejército islámico con sede en Medina, con un contingente indio en Kabul, el cual debía comandar Mahmud al-Hasan. Mientras se encontraba en Kabul, Ubaidullah llegó a la conclusión de que centrarse en el movimiento de independencia indio serviría mejor a la causa panislámica. Ubaidullah le propuso al emir afgano que declarara la guerra al Reino Unido. Abul Kalam Azad también estuvo involucrado en el movimiento antes de su arresto en 1916.
Enver Bajá concibió una expedición a Afganistán en 1914. La previó como una empresa panislámica dirigida por Turquía, con cierta participación alemana. La delegación alemana a esta expedición, elegida por Oppenheim y Zimmermann, incluía a Oskar von Niedermayer y Wilhelm Wassmuss. Una escolta de casi mil soldados turcos y asesores alemanes acompañaría a la delegación a través de Persia hasta Afganistán, donde esperaban reunir a las tribus locales para la yihad.
En una artimaña ineficaz, los alemanes intentaron llegar a Turquía viajando por tierra a través de Austria-Hungría bajo la apariencia de un circo ambulante, llegando finalmente a la neutral Rumania. Sus equipos, armas y radios móviles fueron confiscados cuando los funcionarios rumanos descubrieron que las antenas inalámbricas sobresalían del embalaje de los «postes de la carpa». Los reemplazos no se pudieron arreglar por semanas; la delegación esperaba en Constantinopla. Para reforzar la identidad islámica de la expedición, se sugirió que los alemanes usaran uniformes del ejército turco, pero se negaron. Las diferencias entre los oficiales turcos y alemanes, incluida la renuencia de los alemanes a aceptar el control turco, comprometieron aún más el esfuerzo. Finalmente, la expedición fue abortada.
Este intento de expedición tuvo una consecuencia significativa. Wassmuss dejó Constantinopla para organizar las tribus en el sur de Persia para actuar contra los intereses británicos. Mientras evadía la captura británica en Persia, Wassmuss abandonó sin darse cuenta su libro de códigos. Su recuperación por parte del Reino Unido permitió a los Aliados descifrar las comunicaciones alemanas, incluido el telegrama Zimmermann en 1917. Niedermayer dirigió el grupo después de la partida de Wassmuss.

## Segunda expedición
En 1915 se organizó una segunda expedición, principalmente a través del Ministerio de Asuntos Exteriores alemán y el liderazgo indio del Comité de Berlín. Alemania ahora estaba ampliamente involucrada en la conspiración revolucionaria india y le proporcionó armas y fondos. Se esperaba que Har Dayal, prominente entre los radicales indios en contacto con Alemania, liderara la expedición. Cuando se negó, el príncipe indio exiliado rajá Mahendra Pratap fue nombrado líder.

### Composición
Mahendra Pratap era jefe de los estados principescos indios de Mursan y Hathras. Había estado involucrado con el Congreso Nacional Indio en la década de 1900, asistiendo a la sesión del Congreso de 1906. Recorrió el mundo en 1907 y 1911, y en 1912 contribuyó con fondos sustanciales al movimiento sudafricano de Gandhi. Pratap salió de la India hacia Ginebra al comienzo de la guerra, donde fue recibido por Virendranath Chattopadhyaya, del Comité de Berlín. Los esfuerzos de Chattopadhyaya, junto con una carta del káiser, convencieron a Pratap de prestar su apoyo a la causa nacionalista india, con la condición de que los acuerdos se hicieran con el propio káiser. Se organizó una audiencia privada con el káiser, en la que Pratap acordó encabezar nominalmente la expedición.
Entre los miembros alemanes de la delegación destacaron Niedermayer y von Hentig. Von Hentig era un oficial militar prusiano que había servido como agregado militar en Pekín en 1910 y Constantinopla en 1912. Hablaba con fluidez persa, y fue nombrado secretario de la legación alemana en Teherán en 1913. Von Hentig estaba sirviendo en el frente oriental como teniente con los 3.° coraceros prusianos cuando fue llamado a Berlín para la expedición.
Al igual que von Hentig, Niedermayer había servido en Constantinopla antes de la guerra y hablaba con fluidez persa y otros idiomas regionales. Niedermayer, oficial de artillería bávaro y graduado de la Universidad de Erlangen, había viajado a Persia e India en los dos años anteriores a la guerra. Regresó a Persia para esperar nuevas órdenes después de que la primera expedición afgana fue abortada. Niedermayer se encargó del aspecto militar de esta nueva expedición a medida que avanzaba por el peligroso desierto persa entre las áreas de influencia británica y rusa. La delegación también incluyó a los oficiales alemanes Günter Voigt y Kurt Wagner.
Acompañaban a Pratap otros indios del Comité de Berlín, en particular Chempakaraman Pillai y el erudito islámico y nacionalista indio Maulavi Barakatullah. Barakatullah había estado asociado durante mucho tiempo con el movimiento revolucionario indio, después de haber trabajado con la India House en Londres y Nueva York desde 1903. En 1909 se mudó a Japón, donde continuó sus actividades antibritánicas. Como parte de sus funciones como profesor de urdu en la Universidad de Tokio, visitó Constantinopla en 1911. Sin embargo, su permanencia en Tokio terminó debido a la presión diplomática del Reino Unido. Regresó a los Estados Unidos en 1914, y luego se dirigió a Berlín, en donde se unió a los esfuerzos del Comité de Berlín. Ya en 1895, Barakatullah conocía a Nasrullah Khan, el hermano del emir afgano.
Pratap eligió a seis voluntarios hindúes afridis y pastunes del campo de prisioneros de guerra en Zossen. Antes de que la misión saliera de Berlín, otros dos alemanes se unieron al grupo: Karl Becker, médico que estaba familiarizado con las enfermedades tropicales y que hablaba persa, y Walter Röhr, un joven comerciante que hablaba turco y persa con fluidez.

### Organización
El jefe titular de la expedición fue Mahendra Pratap, mientras que von Hentig era el representante del káiser. Debía acompañar e introducir a Mahendra Pratap y era responsable de las representaciones diplomáticas alemanas ante el emir. Para financiar la misión, se depositaron 100 000 libras esterlinas en oro en una cuenta en el Deutsche Bank en Constantinopla. La expedición también recibió oro y otros regalos para el emir, incluidos relojes con joyas, plumas estilográficas de oro, rifles ornamentales, binoculares, cámaras, proyectores de cine y un reloj despertador.
La supervisión de la misión fue asignada al embajador alemán en Turquía, Hans von Wangenheim, pero como estaba enfermo sus funciones fueron delegadas al príncipe de Hohenlohe-Langenburg. Tras la muerte de Wangenheim en 1915, el conde von Wolff-Metternich fue designado su sucesor, pero tuvo poco contacto con la expedición.

## Viaje
Para evadir la inteligencia británica y rusa, el grupo se separó, comenzó sus viajes en días diferentes y se dirigió por separado a Constantinopla. Acompañados por un ayudante alemán y un cocinero indio, Pratap y von Hentig comenzaron su viaje a principios de la primavera de 1915, viajando a través de Viena, Budapest, Bucarest, Sofía y Adrianópolis hacia Constantinopla. En Viena, fueron recibidos brevemente por el depuesto jedive de Egipto, Abbas II Hilmi.

### Persia e Isfahán
Al llegar a Constantinopla el 17 de abril, la comitiva esperó en el Hotel Pera Palace durante tres semanas mientras se realizaban los últimos arreglos del viaje. Durante este tiempo, Pratap y Hentig se reunieron con Enver Bajá y disfrutaron de una audiencia con el sultán. Por orden de Enver Bajá, un oficial turco, el teniente Kasim Bey, fue enviado a la expedición como representante turco, con cartas oficiales dirigidas al emir afgano y a los estados principescos indios. Dos afganos de los Estados Unidos también se unieron a la expedición.
El grupo, con un contingente de cerca de veinte personas, abandonó Constantinopla a principios de mayo de 1915. Cruzaron el Bósforo para tomar el inacabado ferrocarril de Bagdad a dicha ciudad. Los montes Tauro fueron cruzadas a caballo, utilizando —como lo reflejó von Hentig— la misma ruta tomada por Alejandro Magno, Pablo de Tarso y Federico I «Barbarroja». El grupo cruzó el Éufrates, y llegaron finalmente a Bagdad a fines de mayo.
Como Bagdad planteaba el riesgo de una extensa red de espías británicos, el grupo nuevamente se dividió. El grupo de Pratap y von Hentig partió el 1 de junio de 1915 para dirigirse hacia la frontera persa. Ocho días después fueron recibidos por el comandante militar turco Rauf Orbay en la ciudad persa de Kerend. Luego de salir de Kerend, el grupo llegó a Kermanshah, ocupada por Turquía, el 14 de junio de 1915. Algunos miembros de la expedición estaban enfermos de malaria y otras enfermedades tropicales. Dejándolos al cuidado de Becker, von Hentig se dirigió hacia Teherán para decidir sobre los planes posteriores con el príncipe Enrique de Reuss y Niedermayer.
Persia en ese momento estaba dividida en esferas de influencia británicas y rusas, con una zona neutral en el medio. Alemania ejercía influencia sobre las partes centrales del país a través de su consulado en Isfahán. La población local y el clero, opuestos a los proyectos semicoloniales rusos y británicos en Persia, ofrecieron apoyo a la misión. Los grupos de Niedermayer y von Hentig obtuvieron información sobre el sector de Isfahán hasta finales de junio. El virrey de la India, Charles Hardinge, ya estaba recibiendo informes de simpatías proalemanas entre las tribus persas y afganas. Los detalles del progreso de la expedición estaban siendo muy buscados por la inteligencia británica. En este momento, las columnas británicas y rusas cercanas a la frontera afgana, incluida la Fuerza de Sistán, estaban buscando la expedición. Para llegar a Afganistán la expedición tendría que burlar y superar a sus perseguidores a lo largo de miles de kilómetros en el calor extremo y los peligros naturales del desierto persa, y evadir a los bandidos y las emboscadas.
A principios de julio los enfermos en Kermanshah se habían recuperado y se habían reincorporado a la expedición. Se compraron camellos y bolsas de agua, y los grupos salieron de Isfahán por separado el 3 de julio de 1915 para el viaje a través del desierto, con la esperanza de encontrarse en Tabas, a medio camino de la frontera afgana. El grupo de Von Hentig viajó con doce caballos de carga, veinticuatro mulas y una caravana de camellos. A lo largo de la marcha, se hicieron esfuerzos para despistar a las patrullas británicas y rusas. Los despachos falsos difundían la información sobre los números, el destino y la intención del grupo. Para evitar el calor extremo durante el día, viajaban de noche. La comida fue encontrada o comprada por mensajeros persas enviados antes del grupo. Estos exploradores también ayudaron a identificar aldeas hostiles y ayudaron a encontrar agua. El grupo cruzó el desierto persa en cuarenta noches. La disentería y el delirio plagaron la expedición. Algunos guías persas intentaron desertar, y los jinetes de camellos tuvieron que estar constantemente atentos a los ladrones. El 23 de julio, el grupo llegó a Tebas, los primeros europeos después de Sven Hedin. Pronto fueron seguidos por el grupo de Niedermayer, que ahora incluía al explorador Wilhelm Paschen y seis soldados austrohúngaros que habían escapado de los campos de prisioneros de guerra rusos en Turquestán. La llegada fue marcada por una gran bienvenida por el alcalde de la ciudad. Sin embargo, la bienvenida significaba que la expedición había sido vista.

### Cordón persa oriental

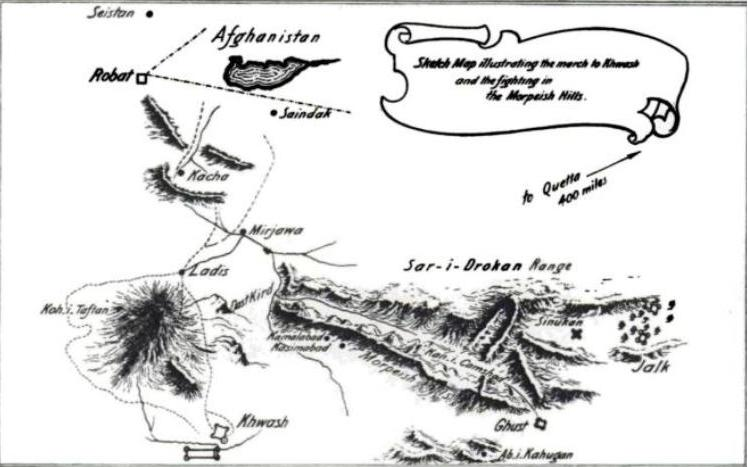
Mapa del coronel Reginald Dyer que ilustra la frontera de Sistán con Afganistán. Dyer dirigió la Fuerza de Sistán, que buscó agentes alemanes infiltrados durante gran parte de 1916.

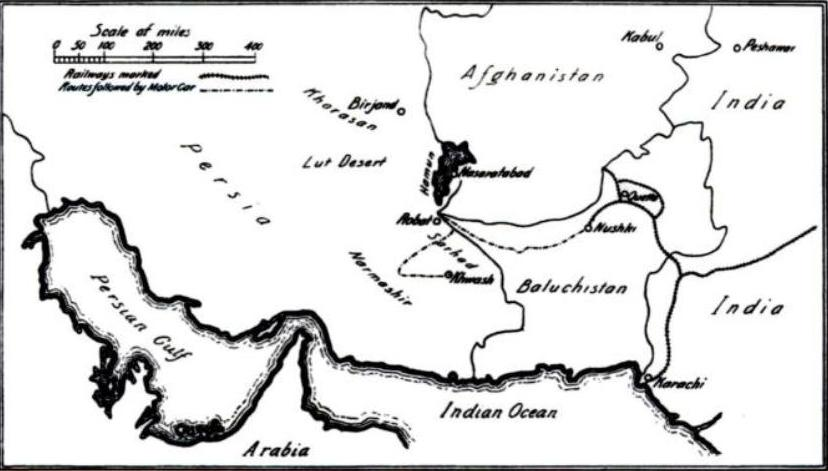
Otro mapa de Reginald Dyer. Biryand está en la periferia del desierto de Lut, en Persia, cerca de Afganistán.

Todavía a 200 millas de la frontera afgana, la expedición ahora tenía que correr contra el tiempo. Adelante había patrullas británicas del Cordón de Persia Oriental —luego llamada Fuerza de Sistán— y patrullas rusas. En septiembre, el libro de códigos alemán perdido por Wassmuss había sido descifrado, lo que comprometió aún más la situación. Niedermayer, ahora a cargo, demostró ser un táctico brillante. Envió tres patrullas, una al noreste para atraer a las tropas rusas y otra al sureste para atraer a los británicos, mientras que una tercera patrulla de treinta persas armados, dirigida por un oficial alemán, el teniente Wagner, fue enviada para explorar la ruta. Después de desviar a los rusos, el primer grupo debía permanecer en Persia para establecer una base secreta en el desierto como refugio para el grupo principal. Después de atraer a los británicos, el segundo grupo debía regresar a Kermanshah y unirse con una fuerza alemana separada a cargo de los tenientes Zugmayer y Griesinger. Las tres columnas recibieron la orden de difundir información engañosa sobre sus movimientos a los nómadas o aldeanos que conocieron. Mientras tanto, el cuerpo principal se dirigió a través de Chehar Deh hacia la región de Biryand, cerca de la frontera afgana. El grupo avanzó cuarenta millas antes de llegar a la siguiente aldea, donde Niedermayer se detuvo para esperar noticias de la patrulla de Wagner. Mientras tanto, se prohibió a los aldeanos que se fueran. El informe de Wagner fue malo: su patrulla había caído bajo una emboscada rusa y el refugio del desierto había sido eliminado. La expedición se dirigió hacia Biryand utilizando marchas forzadas para mantenerse un día por delante de las patrullas británicas y rusas. Niedermayer aún enfrentaba otros problemas, entre ellos la adicción al opio de sus jinetes de camellos persas. Temeroso de ser visto, tuvo que evitar que los persas encendieran sus pipas varias veces. Los hombres que se quedaron atrás fueron abandonados, y algunos de los jinetes persas intentaron desertar. En una ocasión, un jinete recibió un disparo mientras intentaba huir y traicionar al grupo.
Aunque la ciudad de Biryand era pequeña, tenía un consulado ruso. Niedermayer adivinó correctamente que estaban presentes fuerzas británicas adicionales, por lo que tuvo que decidir si pasaba por alto la ciudad por la ruta del norte, patrullada por rusos, o la ruta del sur, donde los británicos estaban presentes. No pudo enviar ningún reconocimiento. El consejo de su escolta persa, de que el desierto al norte de Biryand era un camino muy difícil, lo convenció de que esta sería la ruta que sus enemigos menos esperarían que tomara. Al enviar un pequeño grupo señuelo al sureste para difundir el rumor de que el cuerpo principal pronto lo seguiría, Niedermayer se dirigió hacia el norte. Sus fintas y desinformación estaban tomando efecto. Las fuerzas de persecución se dispersaron, buscando lo que creían que a veces era un gran contingente. En otras ocasiones buscaron una segunda fuerza alemana inexistente que se dirigía al este desde Kermanshah. El grupo ahora se movía tanto de día como de noche. De los nómadas, Niedermayer aprendió el paradero de las patrullas británicas. Perdió a los hombres por agotamiento y deserción. En ocasiones, los desertores tomaban el agua y los caballos de repuesto del grupo a punta de pistolas. A pesar de esto, en la segunda semana de agosto, la marcha forzada había llevado a la expedición cerca del camino Biryand-Mashhad, a ochenta millas de Afganistán. Aquí los regalos más voluminosos y pesados del káiser para el emir, incluidos los equipos inalámbricos alemanes, fueron enterrados en el desierto para su posterior recuperación. Como todas las caravanas que ingresaban a Afganistán debían cruzar el camino, Niedermayer asumió que estaba siendo observado por espías británicos. Una patrulla avanzada informó haber visto columnas británicas. Con los exploradores al acecho, la expedición cruzó al amparo de la noche. Solo quedaba un obstáculo, el llamado «Camino de la Montaña», antes de que estuvieran libres del cordón anglo-ruso. Este camino muy patrullado, treinta millas más al este, era el sitio de las líneas de telégrafo de la Entente para mantener la comunicación con puestos remotos. Sin embargo, incluso aquí, Niedermayer escapó. Su grupo había avanzado 255 millas en siete días, a través del árido desierto de Kavir. El 19 de agosto de 1915 la expedición llegó a la frontera afgana. Las memorias de Mahendra Pratap describían al grupo con cerca de cincuenta hombres, menos de la mitad del número que había salido de Isfahán siete semanas antes. La caravana de camellos de Becker se perdió y luego fueron capturado por los rusos. Solo sobrevivieron 70 de los 170 caballos y animales de carga.

### Afganistán
Al cruzar a Afganistán, el grupo encontró agua dulce en un canal de riego junto a una aldea desierta. Aunque lleno de sanguijuelas, el agua salvó al grupo de morir de sed. Marchando por otros dos días, llegaron a las cercanías de Herat, donde se pusieron en contacto con las autoridades afganas. Sin estar seguro de qué recepción les esperaba, von Hentig envió a Barakatullah, un erudito islámico de cierta fama, para informarle al gobernador que la expedición había llegado y que llevaba el mensaje y los regalos del káiser para el emir. El gobernador envió una gran bienvenida, con nobles con ropa y regalos, una caravana de sirvientes y una columna de cientos de escoltas armadas. La expedición fue invitada a la ciudad como invitados del gobierno afgano. Con von Hentig a la cabeza con su uniforme de los coraceros, entraron en Herat el 24 de agosto, en una procesión recibida por las tropas turcas. Fueron alojados en el palacio provincial del emir, y fueron recibidos de forma oficial por el gobernador unos días después cuando, según los agentes británicos, von Hentig le mostró la proclamación de la yihad del sultán turco y anunció la promesa del káiser de reconocer la soberanía afgana y proporcionar asistencia alemana. El káiser también prometió otorgar territorio a Afganistán, hasta el norte de Samarcanda en el Turquestán ruso y hasta Bombay en la India.
El virrey de la India ya había advertido al emir acercarse a «agentes alemanes y asesinos a sueldo», y el emir había prometido que arrestaría a la expedición si lograba llegar a Afganistán. Sin embargo, bajo una estrecha vigilancia, los miembros de la expedición recibieron la libertad de Herat. El gobernador prometió organizar el viaje de 400 millas al este a Kabul en otras dos semanas. Se confeccionaron trajes y los caballos recibieron nuevas sillas de montar para hacer todo presentable para la reunión con el emir. Se evitó la ruta sur y la ciudad de Kandahar, posiblemente porque los funcionarios afganos deseaban evitar el fomento de los disturbios en la región del pueblo pastún cerca de la India. El 7 de septiembre el grupo salió de Herat hacia Kabul con guías afganos en un viaje de 24 días por la ruta más difícil por el norte a través de Hazarajat, sobre las montañas áridas del centro de Afganistán. En el camino, la expedición se preocupó de gastar suficiente dinero y oro para garantizar la popularidad entre la población local. Finalmente, el 2 de octubre de 1915, la expedición llegó a Kabul. Fue recibido con un salaam de la comunidad turca local y una guardia de honor de las tropas afganas en uniforme turco. Von Hentig más tarde describió recibir vítores y una gran bienvenida de los habitantes de Kabul.

## Intrigas afganas
En Kabul, el grupo fue alojado como invitados estatales en el palacio del emir en los Jardines de Babur. A pesar de la comodidad y la bienvenida, pronto quedó claro que estaban prácticamente confinados. Guardias armados estaban estacionados alrededor del palacio, aparentemente por «el peligro del grupo de los agentes secretos británicos», y guías armados los escoltaron en sus viajes. Durante casi tres semanas, el emir Habibulá, que se encontraba en su palacio de verano en Paghman, respondió con solo respuestas educadas y sin compromiso a las solicitudes de audiencia. Como político astuto, no tenía prisa por recibir a sus invitados; aprovechó el tiempo para averiguar todo lo que pudo sobre los miembros de la expedición y se puso en contacto con las autoridades británicas en Nueva Delhi. Fue solo después de que Niedermayer y von Hentig amenazaron con realizar una huelga de hambre que comenzaron las reuniones. Mientras tanto, von Hentig aprendió todo lo que pudo sobre su excéntrico anfitrión. El emir Habibulá era, bajo todo punto de vista, el amo de Afganistán. Consideraba gobernar como su derecho divino y a la tierra como su propiedad. Poseía el único periódico, la única farmacia y todos los automóviles del país —todos Rolls-Royce—.
El hermano del emir, el primer ministro Nasrullah Khan, era un hombre de convicciones religiosas. A diferencia del emir, hablaba con fluidez pastún —el idioma local—, vestía túnicas afganas tradicionales e interactuaba más con las tribus fronterizas. Mientras que el emir favorecía a la India británica, Nasrullah Khan era más proalemán. Las opiniones de Nasrullah eran compartidas por su sobrino, Amanulá Khan, el más joven y carismático de los hijos del emir. El hijo mayor, Inayatulá Khan, se encontraba a cargo del ejército afgano. Por lo tanto, la misión esperaba más simpatía y consideración de Nasrullah y Amanulá que del emir.

### Reuniones con el emir Habibulá

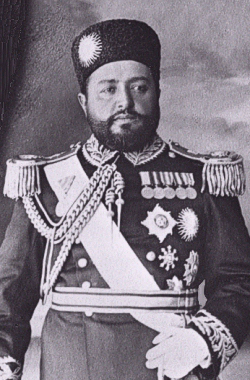
Habibulá Khan, emir de Afganistán durante la Primera Guerra Mundial. Habibulá era un aliado estrecho de la India británica.

El 26 de octubre de 1915 el emir accedió a una audiencia en su palacio de Paghman, que proporcionaba privacidad frente a los agentes secretos británicos. La reunión, que duró todo el día, comenzó con una nota incómoda, con Habibulá resumiendo sus puntos de vista sobre la expedición en un prolongado discurso de apertura:

Los considero comerciantes que extenderán sus mercancías ante mí. De estos bienes, elegiré según mi gusto y mi antojo, tomando lo que me gusta y rechazando lo que no necesito.

Expresó su sorpresa de que una tarea tan importante como la expedición fuera encomendada a hombres tan jóvenes. Von Hentig tuvo que convencer al emir de que la misión no se consideraba comerciantes, sino que traía mensajes del káiser, del sultán otomano y de la India, que deseaban reconocer la completa independencia y soberanía de Afganistán. La carta mecanografiada del káiser, que comparó con el hermoso saludo recibido de los otomanos, no logró disipar las sospechas del emir, quien dudaba de su autenticidad. La explicación de von Hentig de que el káiser había escrito la carta utilizando el único instrumento disponible en su cuartel general antes de la apresurada partida del grupo pudo no haberlo convencido del todo. Al transmitir la invitación del káiser a unirse a la guerra del lado de las Potencias Centrales, von Hentig describió la situación de la guerra como favorable e invitó al emir a declarar la independencia. Esto fue seguido por una presentación de Kasim Bey que explicaba la declaración de yihad del sultán otomano y el deseo de Turquía de evitar una guerra fratricida entre pueblos islámicos. Pasó un mensaje a Afganistán similar al del káiser. Barakatullah invitó a Habibulá a declarar la guerra al Imperio británico y acudir en ayuda de los musulmanes de la India. Propuso que el Emir permitiera a las fuerzas turco-alemanas cruzar Afganistán para una campaña hacia la frontera india, a la que esperaba que se uniera el emir. Barakatullah y Mahendra Pratap, ambos elocuentes oradores, señalaron las beneficiosas ganancias territoriales que el emir podría adquirir al unirse a las Potencias Centrales.
La respuesta del emir fue astuta pero franca. Señaló la posición estratégica vulnerable de Afganistán entre las dos naciones aliadas de Rusia y Reino Unido, y las dificultades de cualquier posible ayuda turco-alemana a Afganistán, en especial dada la presencia del Cordón Persa Oriental anglo-ruso. Además, era financieramente vulnerable, dependiente de los subsidios e instituciones británicas para su fortuna y para el bienestar financiero de su ejército y de su reino. Los miembros de la misión no tuvieron respuestas inmediatas a sus preguntas sobre asistencia estratégica, armas y fondos. Con la simple tarea de suplicar al emir que se uniera a una guerra santa, no tenían la autoridad para prometer nada. No obstante, expresaron esperanzas de una alianza con Persia en un futuro próximo —una tarea en la que trabajaron el príncipe Enrique de Reuss y Wilhelm Wassmuss—, que ayudaría a satisfacer las necesidades del emir. Aunque no alcanzó un resultado firme, los historiadores señalan que esta primera reunión fue cordial, que ayudó a abrir las comunicaciones con el emir y permitió que la misión tuviera esperanzas de éxito.
Esta conferencia fue seguida por una reunión de ocho horas en octubre de 1915 en Paghman y más audiencias en Kabul. El mensaje fue el mismo que en la primera audiencia. Las reuniones normalmente comenzaban con Habibulá describiendo su rutina diaria, seguidas de palabras de von Hentig sobre política e historia. A continuación, las discusiones giraron hacia la posición de Afganistán sobre las propuestas de permitir a las tropas de las Potencias Centrales el derecho de paso, romper las relaciones con Reino Unido y declarar la independencia. Los miembros de la expedición esperaban un movimiento persa hacia las Potencias Centrales y esperaban que esto convenciera al emir de unirse también. Niedermayer argumentó que la victoria alemana era inminente, y describió la posición comprometida y aislada en la que Afganistán se encontraría si todavía estuviera aliada con Reino Unido. En ocasiones, el Emir se reunía con los delegados de India y Alemania por separado, prometiendo considerar sus propuestas, pero nunca comprometiéndose. Buscó pruebas concretas de que las garantías turco-alemanas de asistencia militar y financiera eran viables. En una carta al príncipe Enrique de Reuss en Teherán —un mensaje que fue interceptado y entregado a los rusos—, von Hentig pidió tropas turcas. Más tarde, Walter Röhr le escribió al príncipe que mil soldados turcos armados con ametralladoras, junto con otra expedición alemana encabezada por él mismo, deberían ser capaces de atraer a Afganistán a la guerra. Mientras tanto, Niedermayer aconsejó a Habibulá sobre cómo reformar su ejército con unidades móviles y armamento moderno.

### Reuniones con Nasrullah

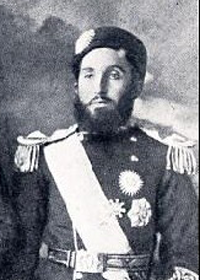
Nasrullah Khan, entonces primer ministro de Afganistán. Nasrullah apoyó la expedición.

Mientras el emir vacilaba, la misión encontró una audiencia más comprensiva y dispuesta en el hermano del emir, el primer ministro Nasrullah Khan, y el hijo menor del emir, Amanulá Khan. Nasrullah Khan estuvo presente en la primera reunión en Paghman. En reuniones secretas con el «partido Amanulá» en su residencia, alentó a la misión. Amanulá Khan le dio al grupo razones para sentirse confiado, incluso cuando los rumores de estas reuniones llegaron al emir. Los mensajes de von Hentig al príncipe Enrique, interceptados por las inteligencias británicas y rusas, se transmitieron posteriormente al emir Habibulá. Estos sugerían que para atraer a Afganistán a la guerra, von Hentig estaba preparado para organizar «revulsiones internas» en Afganistán si fuera necesario. Habibulá encontró preocupantes estos informes y disuadió a los miembros de la expedición de reunirse con sus hijos solo en su presencia. Todos los gobernantes previos inmediatos de Afganistán, salvo el padre de Habibulá, habían muerto por causas no naturales. El hecho de que sus parientes inmediatos fueran proalemanes, mientras que él estaba aliado con Reino Unido, le dio motivos justificados para temer por su seguridad y su reino. Von Hentig describió una audiencia con Habibulá en donde el delegado alemán hizo sonar su reloj despertador de bolsillo. La acción, diseñada para impresionar a Habibulá, lo asustó; pudo haber creído que era una bomba a punto de estallar. A pesar de las garantías y explicaciones de von Hentig, esta reunión fue breve.
Durante los meses que la expedición permaneció en Kabul, Habibulá esquivó la presión para comprometerse con el esfuerzo bélico de las Potencias Centrales, con lo que se ha descrito como una «inactividad magistral». Esperó a que el resultado de la guerra fuera predecible, anunciando a la misión su simpatía por las Potencias Centrales y afirmando su voluntad de liderar un ejército en la India, siempre que las tropas turco-alemanas pudieran ofrecer apoyo. Los indicios de que la misión se marcharía si no se hubiera podido lograr nada fueron aplacados con halagos e invitaciones para quedarse. Mientras tanto, a los miembros de la expedición se les permitió aventurarse libremente en Kabul, una libertad que se aprovechó en una exitosa campaña de sensibilización, en la que los miembros de la expedición gastaban libremente en bienes locales y pagaban en efectivo. Niedermayer reclutó a dos docenas de prisioneros de guerra austríacos que habían escapado de los campos rusos para construir un hospital. Mientras tanto, Kasim Bey se familiarizó con la comunidad turca local, y difundió el mensaje de unidad y yihad panturaniana de Enver Bajá. Habibulá toleró el tono cada vez más antibritánico y favorable a las Potencias Centrales que estaba tomando su periódico Siraj al Akhbar, cuyo editor —su suegro Mahmud Tarzi— había aceptado a Barakatullah como redactor oficial a principios de 1916. Tarzi publicó una serie de artículos incendiarios de Mahendra Pratap e imprimió artículos y propaganda antibritánica y favorables a las Potencias Centrales. En mayo de 1916 el tono del periódico se consideró lo suficientemente serio como para que el Raj interceptara las copias destinadas a la India.
A través de vínculos alemanes con la Turquía otomana, el Comité de Berlín en ese momento estableció contacto con Mahmud al-Hasan en Hiyaz, mientras que la expedición en sí fue recibida en Kabul por el grupo de Ubaidullah Sindhi.

### Acontecimientos políticos
Los acontecimientos políticos y los avances logrados durante diciembre de 1915 permitieron a la misión celebrar en Kabul el día de Navidad con el vino y el coñac que dejó la misión Durand cuarenta años antes y que Habibulá puso a su disposición. Estos eventos incluyeron la fundación del Gobierno Provisional de India ese mes y un cambio de la postura aversiva habitual del emir a una oferta de discusiones sobre un tratado de amistad entre Alemania y Afganistán.
En noviembre los miembros indios de la expedición decidieron tomar una iniciativa política que, en su opinión, convencería al emir de declarar la yihad y, si eso resultaba improbable, dejar que sus asesores lo forzaran. El 1 de diciembre de 1915, se fundó el Gobierno Provisional de India en el palacio del emir en los Jardines de Babur, en presencia de los miembros indios, alemanes y turcos de la misión. Este revolucionario gobierno en el exilio se haría cargo de una India independiente cuando la autoridad británica fuera derrocada. Mahendra Pratap fue proclamado presidente, Barakatullah el primer ministro, el líder Deobandi Ubaidullah Sindhi el ministro de India, Maulavi Bashir el ministro de Guerra y Champakaran Pillai el ministro de Relaciones Exteriores. Se obtuvo apoyo de Galib Bajá para proclamar la yihad contra Reino Unido, mientras que se buscó el reconocimiento de Rusia, la China republicana y del Imperio del Japón. Después de la Revolución de Febrero en Rusia en 1917, el gobierno de Pratap mantuvo correspondencia con el naciente gobierno bolchevique en un intento por ganar su apoyo. En 1918 Mahendra Pratap se reunió con León Trotski en Petrogrado antes de encontrarse con el káiser en Berlín, instando a ambos a movilizarse contra la India británica.

### Proyecto de tratado de amistad afgano-alemán
Diciembre de 1915 también vio un progreso concreto en el objetivo turco-alemán de la misión. El emir informó a von Hentig que estaba listo para discutir un tratado de amistad afgano-alemán, pero dijo que tomaría tiempo y requeriría una extensa investigación histórica. El trabajo sobre el tratado comenzó con los borradores propuestos por von Hentig. El borrador final de diez artículos presentado el 24 de enero de 1916 incluía cláusulas que reconocen la independencia afgana, una declaración de amistad con Alemania y el establecimiento de relaciones diplomáticas. Von Hentig debía ser acreditado como secretario de la Embajada del Imperio Alemán. Además, el tratado garantizaría la asistencia alemana contra las amenazas rusas y británicas si Afganistán se uniera a la guerra en el lado de las Potencias Centrales. El ejército del emir se modernizaría y Alemania proporcionaría 100 000 rifles modernos, 300 piezas de artillería y otros equipos de guerra modernos. Los alemanes serían responsables de mantener a los asesores e ingenieros, y de mantener una ruta de suministro por tierra a través de Persia para armas y municiones. Además, el emir debía recibir un millón de libras esterlinas. Tanto von Hentig como Niedermayer firmaron este documento que creó —como argumentó von Hentig en un telegrama al Ministerio de Relaciones Exteriores— una base inicial en la preparación para una invasión afgana de la India. Niedermayer explicó que el emir tenía la intención de comenzar su campaña tan pronto como Alemania pudiera poner a disposición 20 000 soldados para proteger el frente afgano-ruso, y pidió de forma urgente aparatos inalámbricos, un envío sustancial de armas y al menos una financiación inicial de un millón de libras. Consideró que las condiciones eran ideales para una ofensiva en la India e informó al estado mayor general que esperaban que la campaña comenzara en abril.

## Término de la misión
Al final, el emir Habibulá volvió a su vacilante inactividad. Sabía que la misión había encontrado apoyo dentro de su consejo y había entusiasmado a sus volátiles súbditos. Cuatro días después de la firma del borrador del tratado, Habibulá convocó a un durbar, una gran reunión en la que se esperaba que se convocara una yihad. En cambio, Habibulá reafirmó su neutralidad, al explicar que el resultado de la guerra aún era impredecible y que él defendía la unidad nacional. A lo largo de la primavera de 1916, desvió de manera continua las propuestas de la misión y aumentó gradualmente las apuestas, exigiendo que India se levantara en revolución antes de comenzar su campaña. Para Habibulá estaba claro que para que el tratado tuviera algún valor requería la firma del káiser, y que para que Alemania incluso intentara de honrar el tratado, tendría que estar en una posición fuerte en la guerra. Fue una buena póliza de seguro para Habibulá.
Mientras tanto, había recibido preocupantes informes de la inteligencia británica que decían que estaba en peligro de ser asesinado y que su país podría enfrentar un golpe de Estado. Los miembros de su tribu estaban descontentos con la supuesta sumisión de Habibulá a los británicos, y su consejo y parientes hablaron abiertamente de sus sospechas por su inactividad. Habibulá comenzó a depurar su tribunal de funcionarios que se sabía eran cercanos a Nasrullah y Amanulá. Recordó a los emisarios que había enviado a Persia para conversar con Alemania y Turquía en busca de ayuda militar. Mientras tanto, la guerra empeoró para las Potencias Centrales. La Rebelión árabe contra Turquía y la pérdida de Erzurum ante los rusos acabaron con las esperanzas de enviar una división turca a Afganistán. La influencia alemana en Persia también disminuyó rápidamente, poniendo fin a las esperanzas de que Goltz Bajá pudiera liderar una división de voluntarios persas en Afganistán. La misión se dio cuenta de que el emir desconfiaba profundamente de ellos. Un nuevo intento de la inteligencia británica de proporcionar información falsa a la misión, supuestamente originada en Goltz Bajá, convenció a von Hentig de la falta de confianza del emir. Nasrullah hizo una última oferta en mayo de 1916 para sacar a Habibulá del poder y liderar las tribus fronterizas en una campaña contra la India británica. Sin embargo, von Hentig sabía que no llegaría a nada y los alemanes abandonaron Kabul el 21 de mayo de 1916. Niedermayer ordenó a Wagner que se quedara en Herat como oficial de enlace. Los miembros indios también se quedaron, persistiendo en sus intentos de alianza.
Aunque las antiguas reglas de hospitalidad habían protegido a la expedición, sabían que una vez que estuvieran fuera de las tierras del emir, las fuerzas anglo-rusas, así como los miembros de las tribus merodeadoras de Persia, los perseguirían sin piedad. El grupo se dividió en varias columnas, cada una de los cuales regresó a Alemania de forma independiente. Niedermayer se dirigió hacia el oeste, intentando correr el Cordón anglo-ruso y escapar a través de Persia, mientras que von Hentig se dirigió a la ruta sobre la cordillera del Pamir hacia el Asia Central china. Habiendo servido en Pekín antes de la guerra, von Hentig estaba familiarizado con la región y planeaba hacer de Yarkand una base desde la cual realizar un último intento de crear disturbios musulmanes locales contra los intereses anglo-rusos en la región. Más tarde escapó por el Hindú Kush, evitando a sus perseguidores durante 130 días mientras se abría camino a pie y a caballo por el Turquestán chino, el desierto de Gobi, China y Shanghái. Desde allí, se fue de polizón en un barco estadounidense a Honolulu. Tras la declaración de guerra estadounidense, fue canjeado como diplomático. Viajando a través de San Francisco, Halifax y Bergen, finalmente llegó a Berlín el 9 de junio de 1917. Mientras tanto, Niedermayer escapó hacia Persia a través del Turquestán ruso. Robado y dado por muerto, Niedermayer herido se redujo a veces a mendigar antes de que finalmente llegara a las líneas amigas, llegando a Teherán el 20 de julio de 1916. Wagner salió de Herat el 25 de octubre de 1917, atravesando el norte de Persia para llegar a Turquía el 30 de enero de 1918. En el Gran Jorasán, trató de reunir a los líderes democráticos y nacionalistas persas, que prometieron formar un ejército de 12 000 efectivos si Alemania proporcionaba ayuda militar.
Mahendra Pratap intentó buscar una alianza con el zar Nicolás II desde febrero de 1916, pero sus mensajes no fueron reconocidos. El gobierno de Kerensky de 1917 rechazó una visa para Pratap, consciente de que el gobierno británico lo consideraba un «sedicionista peligroso». Pratap pudo mantener una correspondencia más estrecha con el gobierno bolchevique de Lenin. Por invitación de las autoridades de Turquestán, visitó Taskent en febrero de 1918. A esto le siguió una visita a Petrogrado, donde conoció a León Trotski. Él y Barakatullah se mantuvieron en contacto con el gobierno alemán y con el Comité de Berlín a través de la oficina secreta de este último en Estocolmo. Después del golpe de Lenin, Pratap actuó en ocasiones como enlace entre el gobierno afgano y los alemanes, con la esperanza de revivir la causa india. En 1918 Pratap sugirió a Trotski una invasión conjunta germano-rusa de las fronteras indias. Recomendó un plan similar a Lenin en 1919. Estuvo acompañado en Moscú por revolucionarios indios del Comité de Berlín, que en ese momento se estaban convirtiendo al comunismo.

## Acciones británicas

### Fuerza de Sistán
El Cordón de Persia Oriental —más tarde llamado Fuerza de Sistán—, que constaba de tropas del Ejército del Raj británico, se estableció en la provincia de Sistán, en el sudeste de Persia, para evitar que los alemanes cruzaran a Afganistán, y para proteger a las caravanas de suministros británicas en Sarhad desde Damani, Reki y a las tribus kurdas baluchis que podrían verse tentadas por el oro alemán. La 2.ª Brigada de Quetta, una pequeña fuerza mantenida en Baluchistán Occidental desde el comienzo de la guerra, se amplió en julio de 1915 y se convirtió en el Cordón de Persia Oriental, con tropas estacionadas desde el Turquestán ruso hasta Baluchistán. Se estableció un cordón ruso similar para evitar la infiltración en el noroeste de Afganistán. A partir de marzo de 1916 la unidad pasó a llamarse Fuerza de Sistán, bajo la dirección del general George Macaulay Kirkpatrick, el Jefe del Estado Mayor en India. El cordón estuvo inicialmente bajo el mando del coronel J. M. Wilkeley antes de que Reginald Dyer se hiciera cargo en febrero de 1916. La tarea del cordón era «interceptar, capturar o destruir a cualquier grupo alemán que intentara entrar en Sistán o Afganistán», para establecer un sistema de inteligencia y vigilar el camino Biryand-Mashhad. Los individuos persas no debían ser atacados mientras no acompañaran a los alemanes o actuaran como mensajeros, y mientras Persia permaneciera neutral. Después de la Revolución rusa, la misión Malleson fue enviada a Transcaspia y la Fuerza de Sistán se convirtió en la principal línea de comunicación para este grupo. Con la retirada de la fuerza de Transcaspia, las tropas en Persia se retiraron, y los últimos efectivos salieron en noviembre de 1920.

### Actividades de inteligencia
Los esfuerzos británicos contra la conspiración y la expedición comenzaron en Europa. Incluso antes de que Mahendra Pratap se reuniera con el káiser, la inteligencia británica intentó asesinar a Virendranath Chattopadhyaya mientras se dirigía a Ginebra para invitar a Pratap a Berlín. Los agentes británicos estaban presentes en Constantinopla, El Cairo y Persia. Sus principales esfuerzos estaban dirigidos a interceptar la expedición antes de que pudiera llegar a Afganistán, y desde allí ejercer presión para asegurar que el emir mantuviera su neutralidad. Bajo los esfuerzos de sir Percy Sykes, los oficiales de inteligencia británicos en Persia interceptaron las comunicaciones entre la expedición y el príncipe de Reuss en Teherán a través de varios medios. Entre ellas se encontraban cartas capturadas en noviembre de 1915 en las que von Hentig daba detalles de las reuniones con el emir, y mensajes de Walter Röhr en los que se describían los requisitos de armas, municiones y hombres. El golpe de inteligencia más dramático fue un mensaje de von Hentig en el que pedía mil soldados turcos y la necesidad de «revulsiones internas» en Afganistán si fuese necesario. Este mensaje llegó a la inteligencia rusa y de allí al virrey, quien transmitió un resumen exagerado advirtiendo al emir de un posible golpe financiado por los alemanes y una amenaza para su vida. A mediados de 1916 los oficiales de inteligencia en Punyab capturaron cartas enviadas por Ubaidullah Sindhi del gobierno provisional indio a Mahmud al-Hasan, que estaban dirigidas a la autoridad turca y al jerife de La Meca. Las cartas, escritas en persa sobre tela de seda, fueron cosidas en la ropa de un mensajero cuando fue traicionado en Punyab. Este evento se denominó como conspiración de la carta de seda.
En agosto de 1915 el secretario privado de Mahendra Pratap, Harish Chandra, había regresado a Suiza después de una visita a la India, momento en el que había llevado mensajes a varios príncipes indios. Fue capturado en Europa en octubre de 1915. Chandra divulgó detalles del Gobierno Provisional de India y de la expedición. También entregó a los oficiales de inteligencia británicos cartas de Theobald von Bethmann-Hollweg y Mahedra Pratap dirigidas a los príncipes indios. Posteriormente, Chandra fue enviado como agente doble a los Estados Unidos en 1917 para investigar e informar sobre el movimiento revolucionario en Washington D. C. y las finanzas del Partido Ghadar. También se utilizó como agente doble a un hombre de nombre Sissodia que decía ser de una familia real de Rajputana, que intentó infiltrarse en los alemanes y en el Comité de Berlín en Zúrich.

### Medidas diplomáticas
Nueva Delhi advirtió al emir afgano de la proximidad de la expedición, incluso cuando se estaban realizando esfuerzos para interceptarla en el desierto persa. Después de cruzar a Afganistán, se le pidió al emir que arrestara a los miembros. Sin embargo, Habibulá complació a los británicos sin obedecer las peticiones del virrey. Le dijo al virrey que tenía la intención de permanecer neutral y que no podía tomar ninguna acción que fuera abiertamente probritánica. La inteligencia india se dio cuenta —después de que la expedición ya había estado en Kabul durante algún tiempo— que llevaban consigo cartas muy incendiarias del káiser y del sultán otomano. A través de los canales británicos, los rusos expresaron su preocupación por la tolerancia del emir hacia la presencia alemana y sus intrigas con los consejeros afganos proalemanes.
En diciembre de 1915 Nueva Delhi sintió la necesidad de ejercer más presión sobre los afganos. Las comunicaciones entre el Imperio británico y Kabul se habían realizado hasta ahora a través del virrey en Delhi. Muy consciente de la presión sobre Habibulá por parte de sus parientes proalemanes y del fuerte sentimiento antibritánico entre las tribus, el virrey Hardinge sugirió que una carta del rey Jorge V podría ayudar a Habibulá a mantener su neutralidad. En consecuencia, Jorge V envió personalmente a Habibulá una carta manuscrita con membrete del Palacio de Buckingham, en la que elogiaba al emir por su firme neutralidad y prometía un aumento de su subsidio. La carta, que se dirigía a Habibulá como «Su Majestad», tenía la intención de alentar a Habibulá y hacerle sentir un socio igualitario en el Imperio. Tuvo el efecto deseado: Habibulá envió una comunicación verbal a través de agentes británicos en Kabul diciendo que no podía reconocer formalmente la carta debido a la presión política, pero no obstante envió garantías de que permanecería neutral.
Tras el borrador del tratado de enero de 1916, aumentaron las aprensiones en Delhi por los problemas de las tribus de la provincia de la Frontera del Noroeste. Esa primavera, la inteligencia india recibió rumores de cartas de Habibulá a sus jefes tribales exhortando a la santa yihad. Alarmado, Hardinge llamó a 3000 jefes tribales a una gran jirga en Peshawar, en donde se realizaron demostraciones de bombardeos aéreos, y Hardinge demostró la buena voluntad del Imperio al aumentar los subsidios británicos a los jefes. Estas medidas ayudaron a convencer a las tribus fronterizas de que la posición británica en tiempos de guerra seguía siendo fuerte y que las defensas indias eran inexpugnables.

## Influencia

### En Afganistán

Mahmud Tarzi, el más destacado de los intelectuales afganos que apoyaron la misión, influyó más tarde en las reformas del rey Amanulá Khan.

La expedición perturbó enormemente la influencia rusa y británica en Asia Central y del Sur, lo que generó preocupaciones sobre la seguridad de sus intereses en la región. Además, casi logró impulsar a Afganistán a la guerra. Los ofrecimientos y enlaces realizados entre la misión y figuras de la política afgana influyeron en la situación política y social del país, a tal punto que iniciaron un proceso de cambio político.
Los historiadores han señalado que en sus objetivos políticos, la expedición fue tres años prematura. Sin embargo, plantó las semillas de la soberanía y la reforma en Afganistán, y sus principales temas de alentar la independencia afgana y romper con la influencia británica estaban ganando terreno en el país en 1919. La firme neutralidad de Habibulá alienó a una proporción sustancial de los miembros de su familia y consejeros, y alimentó el descontento entre sus súbditos. Su comunicación al virrey a principios de febrero de 1919 exigiendo total soberanía e independencia en materia de política exterior fue rechazada. Habibulá fue asesinado durante un viaje de caza dos semanas después. La corona afgana pasó primero a Nasrullah Khan antes de que el hijo menor de Habibulá, Amanulá Khan, asumiera el poder. Ambos habían sido firmes partidarios de la expedición. El efecto inmediato de esta agitación fue la precipitación de la tercera guerra anglo-afgana, en la que una serie de breves escaramuzas fueron seguidas por el Tratado anglo-afgano de 1919, en el que Reino Unido finalmente reconoció la independencia de Afganistán. Amanulá se proclamó rey, y Alemania fue uno de los primeros países en reconocer al gobierno afgano independiente.
A lo largo de la siguiente década Amanulá Khan instituyó una serie de reformas sociales y constitucionales que habían sido promovidas por primera vez por la Expedición Niedermayer-Hentig. Las reformas fueron instituidas bajo un gabinete ministerial. Se dio un primer paso hacia la emancipación femenina cuando las mujeres de la familia real se quitaron el velo, y cuando las instituciones educativas se abrieron a las mujeres. El sistema educativo se reformó con un énfasis secular y con profesores que llegaban de fuera de Afganistán. Una escuela alemana que abrió en Kabul en un momento ofreció la beca von Hentig, dedicada a estudios de posgrado en Alemania. Se reformaron los servicios médicos y se construyeron varios hospitales. Amanulá Khan también se embarcó en una campaña de industrialización y proyectos de construcción nacional, que recibieron una importante colaboración alemana. En 1929 los alemanes eran el grupo más grande de europeos en Afganistán. Las corporaciones alemanas como Telefunken y Siemens se encontraban entre las empresas más destacadas involucradas en Afganistán, y la compañía de bandera alemana Deutsche Luft Hansa se convirtió en la primera aerolínea europea en iniciar un servicio a Afganistán.

### Política oriental soviética

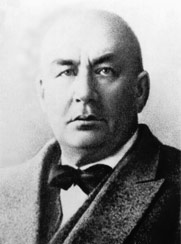
Fyodor Shcherbatskoy, bajo el cual la Comisaría del Pueblo para Asuntos Exteriores propuso enviar una «expedición científica» al Tíbet.

Como parte de su estrategia contra el imperialismo británico, la Unión Soviética tenía la intención de alimentar la agitación política en la India británica. En 1919, Rusia envió una misión diplomática encabezada por «un orientalista» llamado N. Z. Bravin. Entre otras obras, esta expedición estableció vínculos con los restos austríacos y alemanes de la Expedición Niedermayer-Hentig en Herat y se puso en contacto con los revolucionarios indios en Kabul. Bravin propuso a Amanulá una alianza militar contra la India británica y una campaña militar, con el Turquestán soviético en el que asumía los costos. Estas negociaciones no lograron llegar a una conclusión concreta antes de que la inteligencia de la India británica detectara los avances soviéticos.
Se exploraron otras opciones, incluido el Proyecto Calmuco, un plan soviético para lanzar un ataque sorpresa en la frontera noroeste de la India a través del Tíbet y otros estados tampones del Himalaya como Bután, Sikkim, Nepal, Tailandia y Birmania a través del pueblo budista calmuco. La intención era utilizar estos lugares como escenario para la revolución en la India, ya que ofrecían la ruta más corta al corazón revolucionario de Bengala. Los historiadores sugieren que el plan pudo haber sido impulsado por los esfuerzos y el consejo de Mahendra Pratap al liderazgo soviético en 1919 cuando, junto con otros revolucionarios indios, presionó para una campaña conjunta soviético-afgana en la India. Bajo la cobertura de una expedición científica al Tíbet encabezada por el indólogo Fyodor Shcherbatskoy, el plan, que tenía la aprobación de Lenin, era armar a los indígenas de la región del noreste de la India con armamento moderno.
Pratap, obsesionado con el Tíbet, hizo esfuerzos ya en 1916 para penetrar en el reino y cultivar la propaganda antibritánica, y reanudó sus esfuerzos después de su regreso de Moscú en 1919. Pratap estaba cerca de Shcherbatskoy y Sergei Oldenburg. Privado de los diseños de la Comisaría del Pueblo para Asuntos Exteriores en la región, tenía la intención de participar en el Proyecto Calmuco al Tíbet en el verano de 1919. La expedición planeada finalmente se dejó de lado tras el levantamiento checoslovaco en el ferrocarril Transiberiano. Pratap se dispuso solo a perseguir sin éxito su objetivo.

### India británica
La conspiración indo-alemana, que llevó a la concepción de la expedición, la misión de Pratap en Afganistán y sus propuestas a la Rusia bolchevique, y la presencia de movimientos revolucionarios activos en Punyab y Bengala llevaron al nombramiento en la India británica de un comité de sedición en 1918, presidido por Sydney Rowlatt, un juez inglés. En medio del empeoramiento de los disturbios civiles en toda la India, se le encomendó evaluar los vínculos alemanes y bolcheviques con el movimiento militante indio, especialmente en Punyab y Bengala. Siguiendo las recomendaciones del comité, la Ley Rowlatt (1919), una extensión de la Ley de Defensa de la India de 1915, se hizo cumplir en el Raj.
Varios eventos que siguieron a la aprobación de la Ley Rowlatt fueron influenciados por la conspiración. En ese momento, las tropas del Ejército del Raj británico regresaban de los campos de batalla de Europa y Mesopotamia a una depresión económica en la India. El motín de Ghadar de 1915, y los juicios de Lahore todavía atraían la atención del público. También comenzaban a llegar a la India noticias del Cuerpo Voluntario Indio que, influenciado por los ghadaritas, luchaba en nombre del califato turco. Mahendra Pratap fue seguido por agentes británicos, entre ellos Frederick Marshman Bailey, durante sus viajes hacia y desde Alemania y la Rusia bolchevique. La tercera guerra anglo-afgana comenzó en 1919 a raíz del asesinato del emir Habibulá y la institución de Amanulá, en un sistema claramente influenciado por la misión de Kabul. Cuando la noticia del estallido de la guerra llegó a Pratap en Berlín, regresó a Kabul, utilizando el transporte aéreo proporcionado por Alemania.
Fue en este momento cuando comenzó el panislámico Movimiento Califato en India. Gandhi, hasta entonces relativamente desconocido en la escena política india, comenzó a emerger como un líder de masas. Su llamado a protestar contra la Ley Rowlatt logró una respuesta sin precedentes de furiosos disturbios y protestas. La situación, sobre todo en Punyab, se deterioró de forma rápida, con interrupciones de los sistemas ferroviarios, telegráficos y de comunicación. El movimiento alcanzó su punto máximo en la primera semana de abril, con algunas afirmaciones de que «prácticamente todo Lahore estaba en las calles; la inmensa multitud que pasó por Anarkali se estimó en alrededor de 20 000». En Amritsar, más de 5000 personas se reunieron en el jardín de Jallianwala. La situación se deterioró sensiblemente durante los días siguientes. Los británicos temían que se estuviera gestando una conspiración de rebelión más siniestra bajo el barniz de protestas pacíficas. Se dice que O'Dwyer creía que estos eran los primeros y mal ocultos signos de un levantamiento coordinado —en la línea de la rebelión de 1857— que esperaba que tuviera lugar en mayo, cuando las tropas británicas se hubieran retirado a las colinas para el verano. Contrariamente a ser un incidente aislado, la masacre de Amritsar, así como las respuestas a otros eventos que la precedieron y sucedieron, fue el resultado final de un plan de respuesta concertado de la administración de Punyab para reprimir tal conspiración. Se dice que James Houssemayne Du Boulay atribuyó una relación directa entre el miedo a un levantamiento ghadarita en medio de una situación cada vez más tensa en Punyab y la respuesta británica que terminó en la masacre.

## Epílogo
Después de 1919 los miembros del Gobierno Provisional de India, así como los revolucionarios indios del Comité de Berlín, buscaron la ayuda de Lenin para el movimiento de independencia de la India. Algunos de estos revolucionarios participaron en el primer movimiento comunista indio. Con un precio por su cabeza, Mahendra Pratap viajó con nacionalidad afgana durante varios años antes de regresar a la India después de 1947. Posteriormente fue elegido miembro del parlamento indio. Barakatullah y C. R. Pillai regresaron a Alemania después de un breve período en Rusia. Más tarde, Barakatullah regresó a Estados Unidos, donde murió en San Francisco en 1927. Pillai se asoció con la Liga Contra el Imperialismo en Alemania, donde fue testigo del ascenso de los nazis al poder. Pillai fue asesinado en 1934. Por invitación del liderazgo soviético, Ubaidullah se dirigió a la Unión Soviética, donde pasó siete meses como invitado de estado. Durante su estancia, estudió la ideología del socialismo y quedó impresionado por los ideales comunistas. Partió hacia Turquía, donde inició la tercera fase del Movimiento Waliullah en 1924. Emitió la carta para la independencia de la India desde Estambul. Ubaidullah viajó por las tierras santas del Islam antes de que el Congreso Nacional Indio solicitara el permiso para su regreso. Después de que se le permitió regresar en 1936, emprendió un trabajo considerable en la interpretación de las enseñanzas islámicas. Ubaidullah murió el 22 de agosto de 1944 en Deen Pur, cerca de Lahore.
Tanto Niedermayer como von Hentig regresaron a Alemania, donde realizaron diversas actividades. Por recomendación de von Hentig, Niedermayer fue nombrado caballero y recibió la Orden Militar de Max Joseph. Se le pidió que dirigiera una tercera expedición a Afganistán en 1917, pero se negó. Niedermayer sirvió en la Reichswehr antes de retirarse en 1933 y unirse a la Universidad de Berlín. Fue llamado al servicio activo durante la Segunda Guerra Mundial, sirviendo en Ucrania. Fue tomado prisionero al final de la guerra y murió en un campo de prisioneros de guerra soviético en 1948. Werner von Hentig fue honrado con la Orden de la Casa de Hohenzollern por el propio káiser. Fue considerado para la Pour le Mérite por el Ministerio de Relaciones Exteriores alemán, pero su oficial superior, Bothmann-Hollweg, no podía recomendarlo ya que este último no tenía este honor. Von Hentig siguió en una carrera diplomática, y sirvió como cónsul general en varios países. Influyó en la decisión de limitar el esfuerzo bélico alemán en el Medio Oriente durante la Segunda Guerra Mundial. En 1969 von Hentig fue invitado de honor del rey afgano Mohamed Zahir Shah en las celebraciones del cincuentenario de la independencia afgana. Von Hentig escribió más tarde sus memorias de la expedición.